# ديزنا
ديزنا هي قرية تقع في إقليم أراد في رومانيا.

## السكان
حسب إحصائيات 2002 بلغ عدد سكان القرية 1,523 نسمة.